# Eristalinus sepulchralis
Eristalinus sepulchralis là một loài ruồi trong họ Ruồi giả ong (Syrphidae). Loài này được Linnaeus mô tả khoa học đầu tiên năm 1758. Eristalinus sepulchralis phân bố ở vùng Cổ Bắc giới

## Hình ảnh

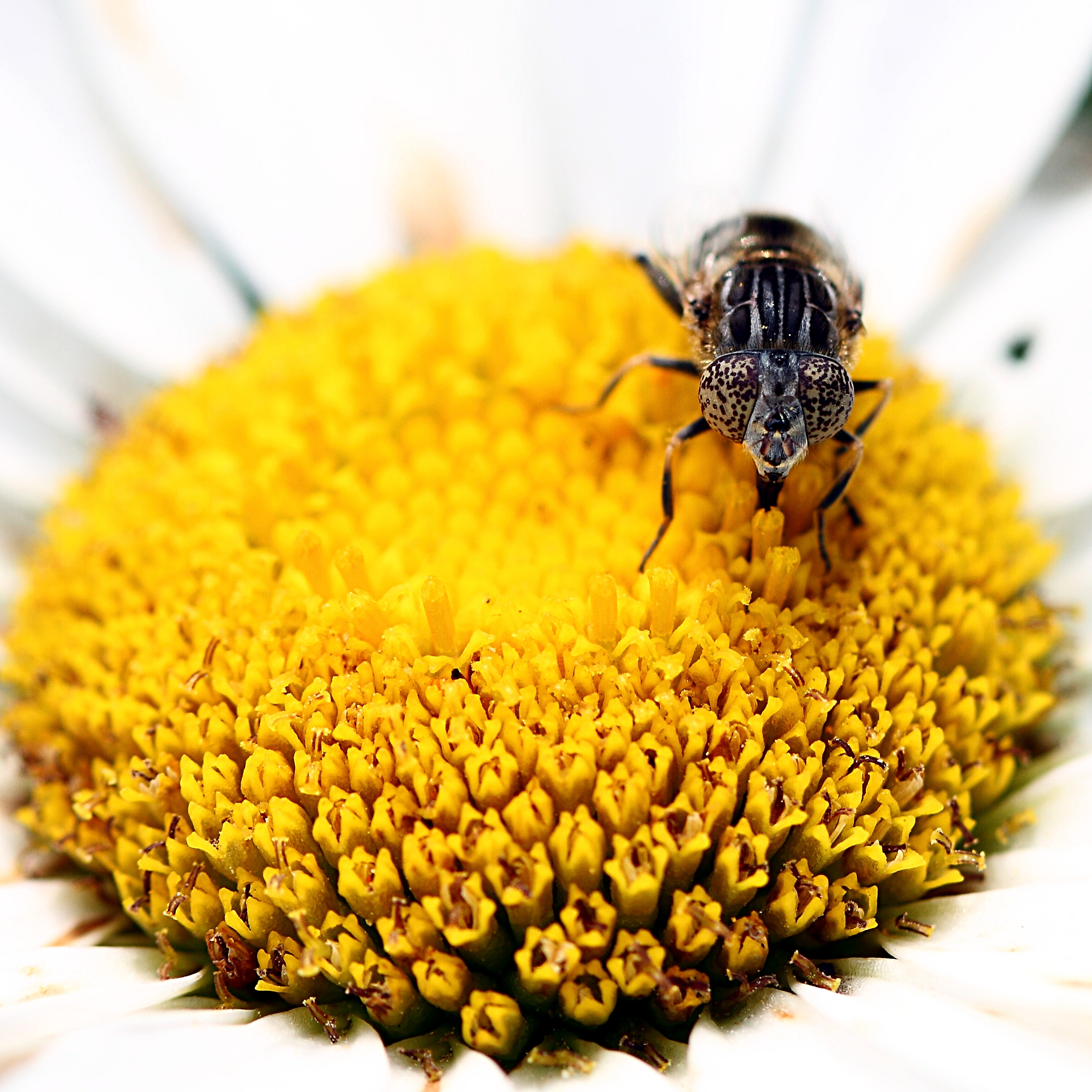
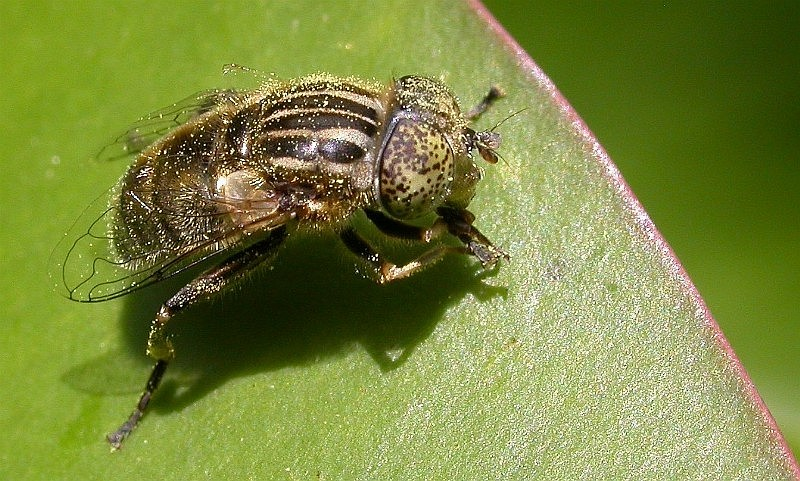
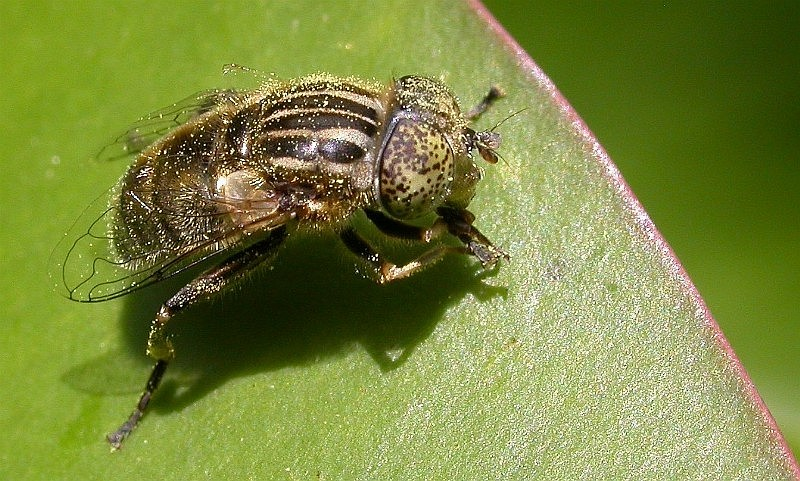